# Yassir Sliti
Yassir Sliti (* 21. Mai 1982 in Larache, Marokko) ist ein englischer Volleyballspieler.

## Karriere
Der gebürtige Afrikaner Sliti startete seine Volleyball-Karriere in London bei TH Lynx. Anschließend spielte er bei den Docklands, ehe er 2001 an die US-amerikanische Long Beach University ging. Nach seiner universitären Ausbildung war er 2005/06 im schwedischen Örkelljunga aktiv. Von 2006 bis 2008 spielte er in den Niederlanden bei Martinus Amstelveen, das in der zweiten Saison mit der britischen Nationalmannschaft identisch war, in der Sliti im August 2006 debütiert hatte. 2009/10 setzte der Diagonalangreifer seine Karriere beim Al-Wakrah SC in Katar fort und wechselte anschließend zum belgischen Erstligisten Prefaxis Menen. Von 2011 bis 2012 spielte er beim deutschen Bundesligisten TV Rottenburg und kämpfte dort vergeblich um seine Teilnahme an den Olympischen Spielen in London.